# Jean-Michel Jarre
Jean-Michel André Jarre (ur. 24 sierpnia 1948 w Lyonie) – francuski kompozytor, performer i producent muzyczny, pionier muzyki elektronicznej, ambientu i new age, znany również z organizowania koncertów-spektakli, wykorzystujący na wielką skalę efekty świetlne, pokazy laserowe i sztuczne ognie.
Z muzyką miał do czynienia od najmłodszych lat – jego ojciec i dziadek byli muzykami, on sam pobierał lekcje gry na fortepianie, obserwował ulicznych wykonawców czy muzyków jazzowych. Grał na gitarze w zespole, ale na jego styl muzyczny największy wpływ miał prawdopodobnie Pierre Schaeffer, prekursor muzyki konkretnej.
Jego pierwszym międzynarodowym sukcesem był album Oxygène z 1976, nagrany w domowym studiu. W 1978 ukazał się album Équinoxe, utrzymany w podobnym stylu, który ugruntował popularność Jarre’a. Koncert na Place de la Concorde w Paryżu z 1979, wysłuchany przez ponad milion osób, ustanowił rekord (odnotowany w księdze rekordów Guinnessa), który Jarre pobił później jeszcze trzykrotnie. Do 2004 artysta sprzedał około 80 mln swoich albumów.

## Życiorys

### Rodzina i edukacja
Urodził się 24 sierpnia 1948 w Lyonie. Ojciec, Maurice Jarre, był kompozytorem. Matka, Francette Pejot, gospodyni domowa, była bohaterką ruchu oporu z czasów II wojny światowej i więźniarką obozu w Ravensbrück, która po wojnie mieszkała w Vanves, gdzie utrzymywała się ze sprzedaży kostiumów teatralnych na miejscowym pchlim targu. Kiedy Jean-Michel miał pięć lat, jego rodzice się rozwiedli, ojciec wyjechał do Ameryki, pozostawiając syna pod opieką matki w Paryżu. Jarre nie widział ojca aż do ukończenia 20. roku życia. W dzieciństwie dużo czasu spędzał z dziadkami, którzy mieszkali w Lyonie. Dziadek Jarre’a grał na oboju, był inżynierem i wynalazcą – skonstruował pierwszy elektroniczny gramofon i jeden z pierwszych stołów mikserskich. To od niego Jarre otrzymał swój pierwszy odtwarzacz płyt. Z mieszkania dziadków często obserwował ulicznych muzyków, co miało znaczący wpływ na jego twórczość.

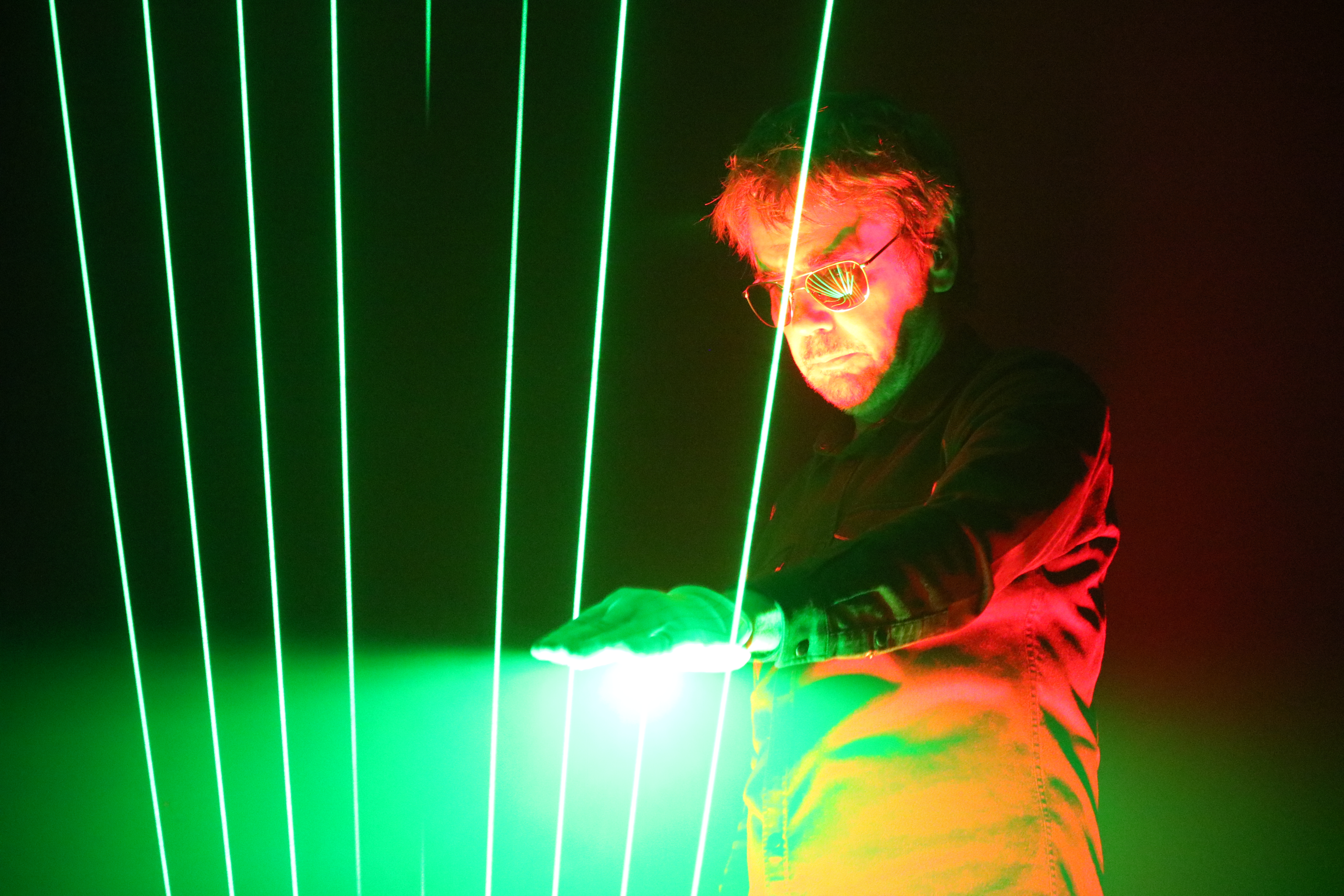
Jarre grający na laserowej harfie (2016)

Przez pewien czas uczęszczał na lekcje gry na fortepianie. Prawdziwe zainteresowanie instrumentami muzycznymi pojawiło się u niego na pchlim targu w Saint-Ouen, gdzie jego matka sprzedawała antyki, po odkryciu skrzypiec Stroha należących wcześniej do Borisa Viana. Często bywał z matką w paryskim klubie jazzowym Le Chat Qui Pêche, gdzie regularnie występowali tacy artyści, jak John Coltrane, Archie Shepp, Don Cherry czy Chet Baker. Te doświadczenia uświadomiły mu, że muzyka może być „opisowa, bez słów”. Znaczący wpływ na Jarre’a miała twórczość Pierre’a Soulages’a, którego wystawy w Musée d’Art Moderne de la Ville de Paris zwiedzał. Po ujrzeniu jego obrazów, składających się z wielu warstw, Jarre miał dojść do wniosku, że „w muzyce można malować dźwiękiem i częstotliwościami”. Jarre słuchał również modernistycznej muzyki poważnej. W wywiadzie dla Guardiana w 2004 mówił o wpływie, jaki miało na niego „Święto wiosny” Strawinskiego.
W młodości zarabiał na życie, sprzedając swoje obrazy, niektóre z nich wystawiając w galerii w Lyonie – L'Œil écoute. Grał również w zespole o nazwie Mystère IV. Matka zapisała go na lekcje muzyki z Jeannine Rueff z Konserwatorium Paryskiego. W 1967 grał na gitarze w zespole The Dustbins. Eksperymentował z miksowaniem instrumentów, takich jak gitara elektryczna czy flet, a także z taśmą i innymi dźwiękami. W 1968 prowadził eksperymenty z zapętlaniem taśmy, radiem i innymi urządzeniami elektronicznymi, a w 1969 wstąpił w szeregi Groupe de Recherches Musicales (GRM), wówczas kierowanej przez swego założyciela, Pierre’a Schaeffera, który wywarł znaczny wpływ na Jarre’a. Zetknął się też z syntezatorem Mooga i zaczął pracować w studiu niemieckiego kompozytora Karlheinza Stockhausena w Kolonii.
W kuchni swojego mieszkania na Rue de la Trémoille (niedaleko Champs-Élysées) zbudował niewielkie studio, a w skład jego wyposażenia wchodziły analogowe syntezatory EMS VCS 3 i EMS Synthi AKS, obydwa podłączone do magnetofonów marki Revox. W 1969 na potrzeby wystawy w Maison de la Culture (domu kultury) w Reims skomponował pięciominutowy utwór „Happiness Is a Sad Song”. W tym samym roku nagrał utwór „La Cage”, który dwa lata później wydał jako swój pierwszy komercyjny singiel.

### Lata 1970–1979
W 1971 wziął udział w balecie „AOR” w Palais Garnier. Komponował muzykę na potrzeby baletu, teatru, reklam i programów telewizyjnych oraz dla takich artystów, jak Patrick Juvet czy Christophe. W 1972 skomponował muzykę do International Festival of Magic i wydał swój debiutancki album studyjny pt. Deserted Palace.  Skomponował muzykę do filmu Spalone stodoły (Les Granges brûlées, 1973). Począwszy od lat 1973–1974, komponował dla Françoise Hardy i Gérarda Lenormana, a także pisał teksty dla Christophe’a i reżyserował jego występ w Olympii.
W 1976 wydał album pt. Oxygène, który nagrał w domowym studiu. Umieścił na nim sześć ponumerowanych utworów, nagranych przy użyciu syntezatorów, opartych raczej na melodii, niż na rytmie. Podczas nagrań wykorzystał m.in. instrumenty: Eminent 310 i automat perkusyjny Korg Minipops, rejestrując je przy pomocy 8-ścieżkowego magnetofonu Scully, zaś różne efekty echa wygenerował przy pomocy syntezatora EMS VCS 3. Wykorzystał też ARP 2600. Początkowo album sprzedawał się słabo. Został odrzucony przez kilka wytwórni płytowych, aż w końcu jedna ze studentek Schaeffera, Hélène Dreyfus, namówiła męża, by wydał Oxygène pod szyldem swojego wydawnictwa – Disques Motors. Wytłoczono 50 tys. kopii, a płyta zaczęła być promowana w sklepach hi-fi, klubach i dyskotekach, dzięki czemu do kwietnia 1977 rozeszła się we Francji w nakładzie 70 tys. egzemplarzy. W wywiadzie dla magazynu Billboard ówczesny dyrektor Dreyfusa, Stanislas Witold, powiedział: Stawiamy przede wszystkim na Jeana-Michela Jarre’a. Jest wyjątkowy i jesteśmy pewni, że do 1980 będzie znany na całym świecie. Od tego czasu sprzedano około 12 mln egzemplarzy albumu, dzięki czemu płyta stała się najlepiej sprzedającym się francuskim wydawnictwem muzycznym w historii. Album zajął 65. miejsce na liście sprzedaży w Kanadzie. Najbardziej znany singel z albumu, „Oxygène IV”, dotarł do czwartego miejsca na brytyjskiej liście przebojów.
W grudniu 1978 wydał album pt. Équinoxe, skomponowany przy użyciu sekwencerów (szczególnie partie basowe). Płyta odznaczała się bardziej barokowo-klasycznym stylem, niż Oxygene, zarazem Jarre położył jeszcze większy nacisk na rozwój linii melodycznej. Utwory z albumu zaprezentował na dachu Palais des Festivals podczas festiwalu muzycznego MIDEM w Cannes w roku 1979. Miasto zostało wykorzystane jako tło do spektakularnego pokazu efektów świetlnych i laserowych. Jarre po tym występie otrzymał telefon z biura mera Paryża z propozycją występu z okazji święta narodowego. Tym sposobem zagrał duży koncert podczas Święta Narodowego Francji na Place de la Concorde,
ustanawiając tym samym nowy światowy rekord – dzięki darmowemu wstępowi udało się zgromadzić ponad 1 milion widzów. 40-minutowa impreza z użyciem efektów świetlnych, wyświetlaniem („rzucaniem”) obrazów i pokazem sztucznych ogni służyła odtąd za pierwowzór dla przyszłych koncertów artysty. Koncert znacząco wpłynął na sprzedaż albumów Jarre’a – między 14 lipca (tj. dzień Święta Narodowego Francji) a 31 sierpnia 1979 sprzedano ich 800 tysięcy – a także przyniósł znajomość z Francisem Rimbertem, który z czasem stał się stałym współpracownikiem Jarre’a.

### 1980–1984
Na początku lat 80. całkowita światowa sprzedaż albumów Oxygène i Équinoxe wynosiła około 6 mln egzemplarzy. 20 maja 1981 Jarre wydał album pt. Magnetic Fields (we Francji pod tytułem Les Chants Magnétiques), który w ciągu pierwszych dwóch miesięcy po premierze osiągnął 200 tys. sprzedanych kopii w samej Francji. Jarre na albumie wykorzystał cyfrowy syntezator Fairlight CMI, stając się tym samym jednym z pionierów tego instrumentu. Premiera albumu zbiegła się z pierwszą zagraniczną trasą koncertową artysty. W 1981 brytyjska ambasada przekazała pekińskiemu radiu kopie Oxygène i Équinoxe, które stały się pierwszymi od dziesiątek lat zagranicznymi utworami emitowanymi w państwowym chińskim radiu. Jarre, jako pierwszy zachodni muzyk, wkrótce otrzymał oficjalne zaproszenie do tego kraju – jego występy zaplanowano na dni od 18 października do 5 listopada 1981. Pierwszy z nich, w Pekinie, przeznaczony był głównie dla urzędników państwowych. Tuż przed koncertem technicy zorientowali się, że dostępne zasilanie jest niewystarczające, toteż zapadła decyzja o tymczasowym wyłączeniu prądu w pobliskich dzielnicach. Trybuny stadionu były wypełnione niemal w całości, gdy rozpoczynał się występ, jednak około połowy publiczności opuściło swoje miejsca przed jego zakończeniem, ponieważ autobusy w Pekinie kończyły kurs o godzinie 22. Aby uzyskać większą frekwencję podczas drugiego wieczoru, Jarre i jego zespół producencki wykupili część biletów i rozdali je dzieciom napotkanym na ulicach (Jarre początkowo chciał, aby koncerty były darmowe, lecz chińskie władze wyznaczyły ceny od 0,2 do 0,5 funta szterlinga za bilet). Niecodzienną cechą tego występu był brak udziału publiczności, która wydawała się nie reagować ani na muzykę, ani na świetlne pokazy, a jej aplauz był słaby. Zupełnie inaczej zachowywali się widzowie w Szanghaju, kolejnym etapie trasy. Jarre zachęcał publiczność do udziału i wchodził między tłumy, które okazały się bardziej żywiołowe od pekińczyków. Koncerty, w tym występ Jarre’a z jego „sztandarowym” instrumentem, laserową harfą, zostały zarejestrowane i wydane w 1982 na dwupłytowym albumie pt. The Concerts in China.
W 1982 wydał – na płycie winylowej – jedyny egzemplarz albumu pt. Music for Supermarkets, który nagrał na potrzeby zaplanowanego performance’u na wystawie sztuki „Supermarché”. Udzielił Radiu Luxembourg zezwolenia na wyemitowanie materiału w całości, bez przerw. 5 lipca 1983 jedyny egzemplarz Music of Supermarkets został sprzedany na aukcji w Hôtel Drouot za 70 tys. franków; uzyskane w ten sposób pieniądze zostały przekazane na rzecz organizacji UNICEF. Jarre, w proteście przeciwko „głupiej industrializacji muzyki” obiecał zniszczyć oryginalne taśmy w obecności urzędnika. Fragmenty utworów z Music for Supermarkets zostały później wykorzystane w utworach: „Diva”, „Blah Blah Café” i „Ethnicolor II” z albumu Zoolook i „Fifth Rendez-Vous” z Rendez-Vous.
Zoolook, wydany w 1984, odznaczył się intensywnym użyciem Fairlight CMI w roli samplera; na albumie wykorzystano fragmenty mowy w językach z całego świata. Laurie Anderson wzięła udział w nagrywaniu wokalu w utworze „Diva”. Swój wkład miało też wielu innych muzyków, w tym Adrian Belew i Marcus Miller. Sukces albumu okazał się nieco mniejszy, niż w przypadku poprzednich wydawnictw Jarre’a – Zoolook osiągnął zaledwie 47. miejsce na brytyjskiej liście najlepszych albumów.

### 1985–1989
W 1985 Jarre został zaproszony przez dyrektora muzycznego Houston Grand Opera na obchody 150. rocznicy ogłoszenia niepodległości stanu Teksas. Choć artysta był w tym czasie zajęty innymi projektami i z początku nie był zainteresowany propozycją, późniejsza wizyta w Houston zrobiła na nim takie wrażenie, że zgodził się na występ w tym mieście. W 1985 przypadała również 25. rocznica powołania Centrum Lotów Kosmicznych imienia Lyndona B. Johnsona, toteż NASA poprosiła Jarre’a o włączenie tej rocznicy w program koncertu.
Album Rendez-Vous powstał w około dwa miesiące. Wykorzystano na nim część utworów z Music for Supermarkets. Kompozycyjnie podzielono go na trzy części, reprezentujące rozwój Houston – od gospodarki rolniczej aż do wiodącej roli w rozwoju technologii kosmicznej. Album wyróżniał się użyciem syntezatora Elka Synthex, zwłaszcza w utworze „Third Rendez-Vous”, który często jest wykonywany przez Jarre’a na laserowej harfie. Kompozytor współpracował z kilkoma astronautami z Houston, takimi jak Bruce McCandless oraz były muzyk jazzowy, Ronald McNair. Ten ostatni miał zagrać na saksofonie w utworze „Rendez-Vous VI”. Partię tego instrumentu planowano nagrać w przestrzeni kosmicznej, jednak nie doszło do tego na skutek katastrofy promu Challenger 28 stycznia 1986. Z powodu katastrofy rozważano też odwołanie koncertu, jednak McCandless zasugerował Jarre’owi, że występ mógłby stanowić hołd dla załogi Challengera. Partię McNaira zagrał ostatecznie Kirk Whalum, a utwór przemianowano na „Ron’s Piece”.
Podczas koncertu użyto ok. 2000 projektorów, wyświetlających obrazy na budynkach, oraz wielkie (ok. 350 m) ekrany, zamieniające miejskie wieżowce w scenografię podczas pokazów fajerwerków i laserów. Występ Jarre’a w Houston odnotowano w Księdze rekordów Guinnessa z powodu ponad 1,5-milionowego audytorium. Artysta pobił w ten sposób własny rekord, ustanowiony w 1979. Koncert okazał się tak spektakularny, że pobliska autostrada została zablokowana przez przejeżdżające samochody, zmuszając władze do jej zamknięcia na czas występu. Kilka miesięcy później Jarre zagrał dla milionowej publiczności w Lyonie podczas uroczystości związanych z wizytą papieża Jana Pawła II, który wysłuchał koncertu z katedry św. Jana Chrzciciela.
W 1988 Jarre wydał Revolutions. Styl muzyczny albumu stanowił połączenie kilku różnych gatunków. Na wrzesień 1988 zaplanowano dwugodzinny koncert Destination Docklands w Royal Victoria Dock we wschodnim Londynie. Miejsce to wybrano ze względu na jego opustoszałe przestrzenie (mimo położenia niedaleko centrum miasta), ale także dlatego, że Jarre uważał, iż tamtejsza architektura pasuje do jego muzyki. Na początku roku kompozytor spotkał się z miejscowymi władzami i przedstawicielami społeczności, jednak Rada Gminy Newham wyraziła swe obawy co do bezpieczeństwa imprezy i zwlekała z decyzją wydania zezwolenia na koncert do 12 września, ostatecznie odrzucając wniosek. Ekipa Jarre’a rozważała alternatywne lokalizacje, ale jednocześnie pracowała nad lepszym zabezpieczeniem koncertu, uzyskując w końcu 28 września warunkowe zezwolenie na dwa oddzielne występy, 8 i 9 października.

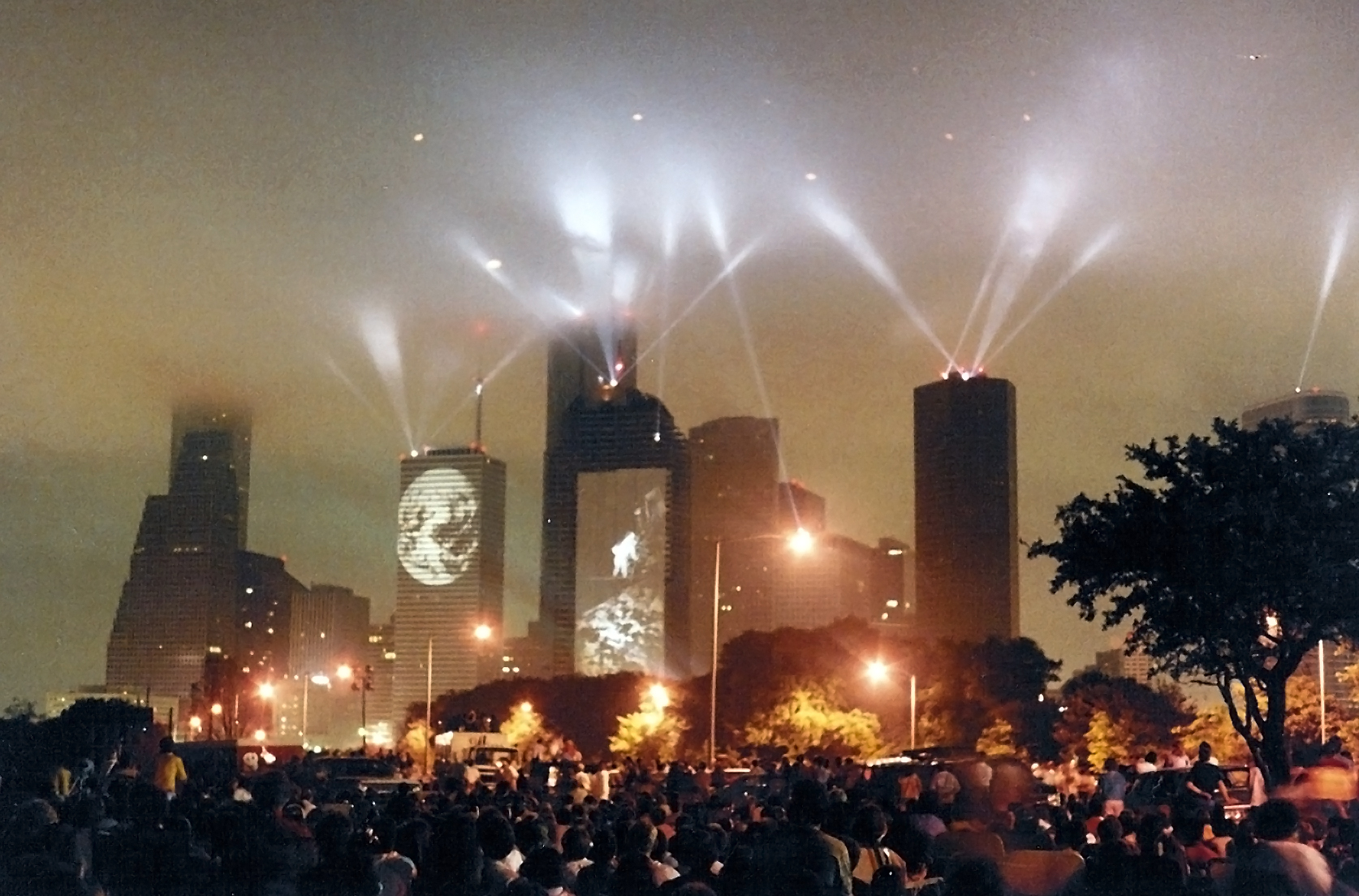
Koncert Rendez-vous w Houston (1986)

Scena, na której wystąpił artysta i jego zespół, została wzniesiona na pokładzie czterech dużych barek. Specjalnie na potrzeby koncertów zbudowano wielkie ekrany, a jeden z budynków pomalowano na biało, by mógł służyć za tło. Do oświetlenia nieba i okolicznych budynków użyto reflektorów przeciwlotniczych z czasów II wojny światowej. Występ Jarre’a i gości (m.in. gitarzysty Hanka Marvina) oglądało 200 tys. osób, nie licząc ludzi zgromadzonych w pobliskich parkach i na ulicach. Warunki pogodowe stworzyły ryzyko, że pływająca scena rozpadnie się, więc zrezygnowano z pierwotnego planu, że będzie się ona przemieszczać wzdłuż doków. Wiatr był tak silny, że porywał kamery telewizyjne. Występ podczas drugiego wieczoru, oglądany m.in. przez księżną Dianę, odbył się w strugach deszczu i również przy silnym wietrze.

### Lata 1990–1999
W 1990 wydany został album Waiting for Cousteau, zainspirowany życiem francuskiego oceanografa, Jacques-Yves Cousteau. Podczas obchodów Święta Narodowego Francji w 1990 Jarre wystąpił w La Défense w Paryżu, jeszcze raz bijąc swój wcześniejszy rekord zgromadzonej publiczności – przybyło 2 mln osób. Następny występ muzyka miał się odbyć niedaleko piramid w Teotihuacán w Meksyku, podczas zaćmienia Słońca przewidzianego na 11 lipca 1991. Na kilka tygodni przed tą datą okazało się, że statek wiozący specjalnie zbudowaną na potrzeby koncertu scenę w kształcie piramidy i inne elementy wyposażenia zatonął w Oceanie Atlantyckim, uniemożliwiając tym samym organizację imprezy. Jarre miał być tak rozczarowany, że nie mógł tknąć meksykańskiego jedzenia przez dwa lata.
W 1993 ukazał się album Chronologie, w dużym stopniu zainspirowany muzyką techno. Z technicznego punktu widzenia album stanowił odwrócenie koncepcji, jaką Jarre stosował w okresie Oxygène i Équinoxe, tj. majestatycznej uwertury poprzedzającej bardziej rytmiczne sekcje. Album cechuje się tradycyjnym dla artysty doborem instrumentów, np. ARP 2600 i Minimoog, ale wykorzystano na nim także nowsze syntezatory, takie jak Roland JD-800 czy Kurzweil K2000.

Stan umysłu, w jakim tworzyłem Chronologie, był całkiem bliski temu od Oxygène, używałem wielu starych syntezatorów z lat 70., jak na przykład syntezator Mooga – którego uważam za Stradivariusa muzyki elektronicznej – zmieszanych z cyfrowym brzmieniem i bitem sceny dance z lat 90. W pewnym sensie Chronologie jest rodzajem mieszaniny dźwięków z lat 70. i dźwięków z lat 90.

Materiał z albumu został wykonany na żywo podczas serii 16 koncertów w Europie, nazwanych Europe in Concert. Trasa odbyła się na mniejszą skalę, niż wcześniejsze koncerty artysty, ale z użyciem miniaturowego skyline, laserowych obrazów i sztucznych ogni. Jarre zagrał m.in. w Lozannie, Mont-Saint-Michel, Londynie, Manchesterze, Barcelonie, Sewilli oraz w pałacu wersalskim. W marcu 1994 odbył się koncert w Hongkongu z okazji otwarcia nowego stadionu miejskiego. Podczas koncertu w 1995, uświetniającego 50. rocznicę utworzenia ONZ, wieża Eiffla została specjalnie oświetlona na tę okazję.
W 1997 Jarre ukończył nagrywanie Oxygène 7–13, stanowiącego kontynuację największego komercyjnego sukcesu artysty – Oxygène. Muzyk wykorzystał ponownie analogowe syntezatory z lat 1970., a album zadedykował swemu mentorowi, Pierre Schaefferowi, który zmarł dwa lata wcześniej. W wywiadzie dla The Daily Telegraph muzyk wyjaśnił, dlaczego pragnął uniknąć technik wynalezionych w latach 1980.:

Przede wszystkim emocje związane z możliwością pracy z dźwiękami w namacalny, ręczny, niemal zmysłowy sposób były tym, co przyciągnęło mnie do muzyki elektronicznej. Brak ograniczeń jest bardzo niebezpieczny. To taka różnica, jak dla malarza między dobieraniem czterech głównych kolorów z czterech tub i siedzeniem przed monitorem komputera z dwoma milionami kolorów. Musisz przejrzeć dwa miliony kolorów, a kiedy dotrzesz do ostatniego, oczywiście zapomnisz, jaki był ten pierwszy. W latach osiemdziesiątych staliśmy się archiwistami i w rezultacie wszystko stało się takie chłodne.

We wrześniu tego samego roku ustanowił jeszcze jeden rekord publiczności na koncercie – na występ obok Uniwersytetu Moskiewskiego podczas obchodów 850. rocznicy założenia miasta przybyło 3,5 mln osób. Tego samego dnia odbywał się pogrzeb księżnej Diany, więc artysta zadedykował jej utwór „Souvenir of China” i uczcił pamięć zmarłej minutą ciszy.
Kolejny wielki koncert odbył się 31 grudnia 1999 w Egipcie, na pustyni niedaleko Gizy. Koncert ten, nazwany The Twelve Dreams of the Sun odbył się na cześć nadchodzącego tysiąclecia, a także zapowiadał nowy album Jarre’a, Metamorphoses. W występie, opartym na mitologii starożytnego Egiptu, wędrówce słońca i jej wpływowi na ludzkość, wzięło udział ponad 1000 miejscowych artystów i muzyków.

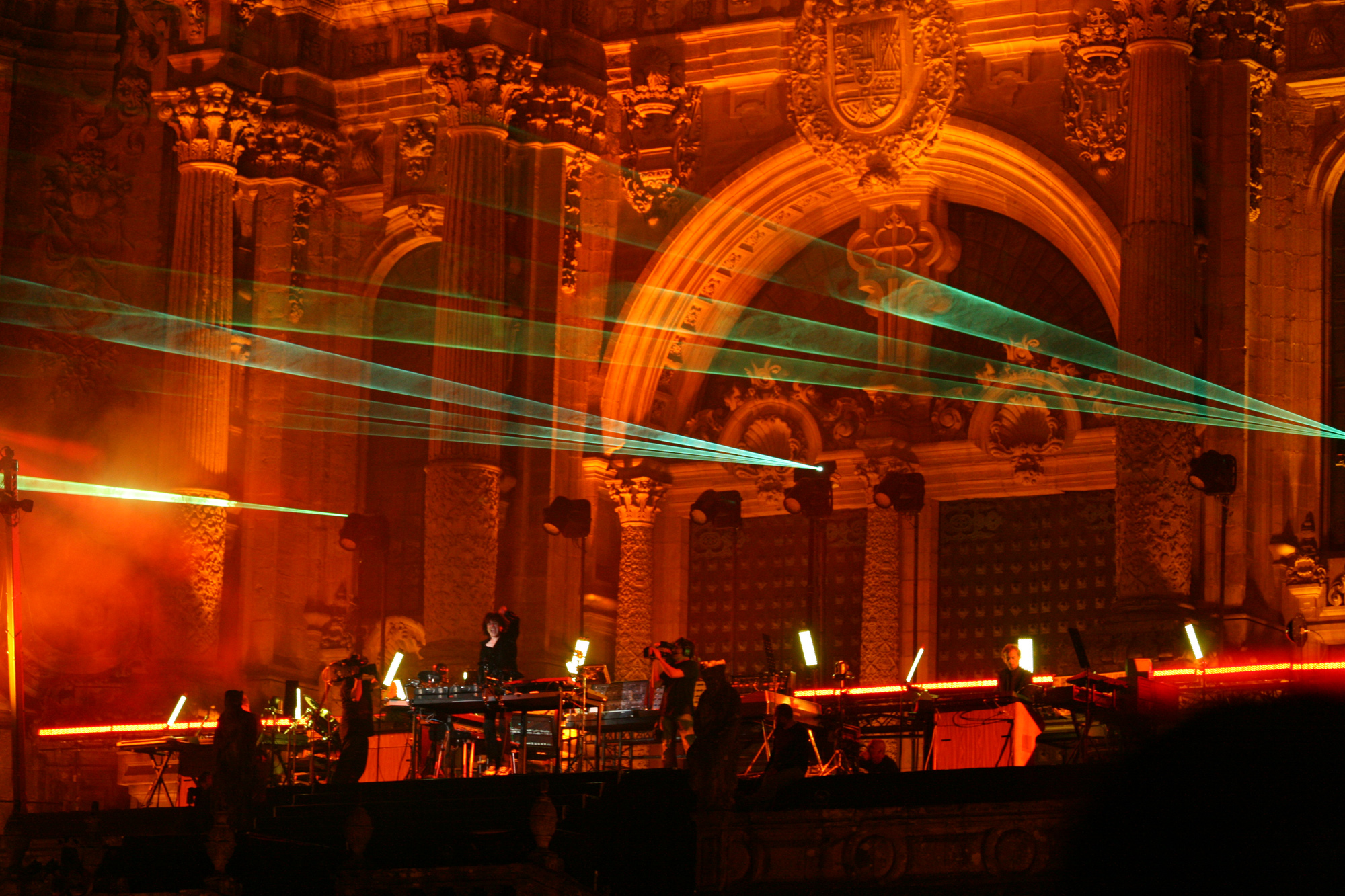
Koncert w 2010

### Lata 2000–2009
W 2000 wydał Metamorphoses, swój pierwszy nieinstrumentalny album w karierze. Materiał z płyty zmiksował za pomocą cyfrowej stacji roboczej i wczesnej wersji Pro Tools. Efekty dźwiękowe użyte w utworach zawierały m.in. interferencje fal elektromagnetycznych z telefonów komórkowych. Jarre po latach powiedział: „Patrząc wstecz, podobał mi się album Oxygène 7–13, ale po skończeniu go wiedziałem, że muszę zacząć od nowa. Musiałem pójść w zupełnie inną stronę. Metamorphoses jest dla mnie jak czysta karta, nowy początek”.
W 2001 ukończył wydany w limitowanym nakładzie Interior Music, album stworzony dla firmy Bang & Olufsen. W 2002 wydał płytę pt. Sessions 2000, złożoną z eksperymentalnych utworów w stylu synth jazz, znowu wyróżniający się na tle wcześniejszych dokonań. Album został dobrze oceniony przez Billboard Magazine, którego recenzent stwierdził: [Jarre] stworzył głęboko dopracowane dźwięki, które zachęcają do słuchania go bez przerwy. We wrześniu 2002 artysta dał koncert na farmie wiatraków niedaleko Aalborg w Danii, jednak w miejscu, gdzie miał być zorganizowany występ, spadło 22 mm deszczu, co spowodowało znaczne opóźnienia dla widzów. Artyście towarzyszył na scenie dziewczęcy chór Klarup, Francis Rimbert, zespół Safri Duo i lokalna orkiestra symfoniczna.
W 2003 wydał album pt. Geometry of Love, który Jean-Roch zamówił na potrzeby swojego klubu nocnego V.I.P. Room. Płyta zawiera mieszankę muzyki electro-chill, zbliżonej nieco do tradycyjnego stylu artysty. We wrześniu 2004 ukazał się AERO, album stanowiący kompilację największych przebojów Jarre’a nagranych ponownie, złożony z dwóch płyt: CD i DVD. Na płycie DVD znalazły się utwory w systemach Dolby Digital 5.1 i DTS 5.1, a także nagranie wideo przedstawiające oczy Anne Parillaud – ówczesnej partnerki Jarre’a i jego późniejszej żony – w trakcie słuchania albumu.
W październiku 2004 powrócił do Chin, by wziąć udział w otwarciu tamtejszego programu wymiany kulturalnej pod hasłem „Rok Francji”. Zagrał tam dwa koncerty transmitowane w telewizji; pierwszy pod Bramą Południkową Zakazanego Miasta, obejrzany przez 15 tys. osób, drugi na Placu Niebiańskiego Spokoju. Podczas występu użyto 600 projektorów, rzucających kolorowe światło i obrazy na ekrany i inne obiekty.
26 sierpnia 2005 wystąpił w koncercie Przestrzeń Wolności 2005 zorganizowanym na terenie Stoczni Gdańskiej w ramach obchodów 25-lecia powstania „Solidarności”. Wykonał m.in. własną aranżację utworu „Mury” Jacka Kaczmarskiego (wspólnie z gdańskim chórem uniwersyteckim). Jeden z utworów został zadedykowany Janowi Pawłowi II. Na koncercie obecni byli: prezydent Gdańska Paweł Adamowicz i Lech Wałęsa. Występ obejrzało na żywo ok. 170 tys. osób.
16 grudnia 2006 jako ambasador dobrej woli UNESCO zagrał darmowy koncert o nazwie Water for Life w pobliżu pustyni Irk asz-Szabbi w Marzuka na Saharze w Maroku, w ramach obchodów roku pustynnienia świata. Koncert obejrzało na żywo 25 tys. osób. Dziewięć pionowych ekranów użytych do projekcji obrazów zostało ustawionych w piasku, który musiał być nawodniony, by utrzymać twardość. W pobliżu sceny zbudowano kilka fontann z wodą pitną, a także doprowadzono elektryczność. Jarre’owi towarzyszyło 60 marokańskich muzyków.
W marcu 2007 wydał koncepcyjny album pt. Téo & Téa. Dwie postacie występujące w teledysku do tytułowego utworu zostały stworzone komputerowo. Album miał opisywać różne fazy związku miłosnego, eksplorując ideę, że długość trwania takiego związku jest nieprzewidywalna. Jarre odszedł od wykorzystania wirtualnych instrumentów i komputerów, którymi często posługiwał się do tej pory; zamiast tego użył ograniczonej liczby urządzeń, w tym kilku prototypowych instrumentów. Okładka albumu inspirowana była filmem Dzikość serca Davida Lyncha.

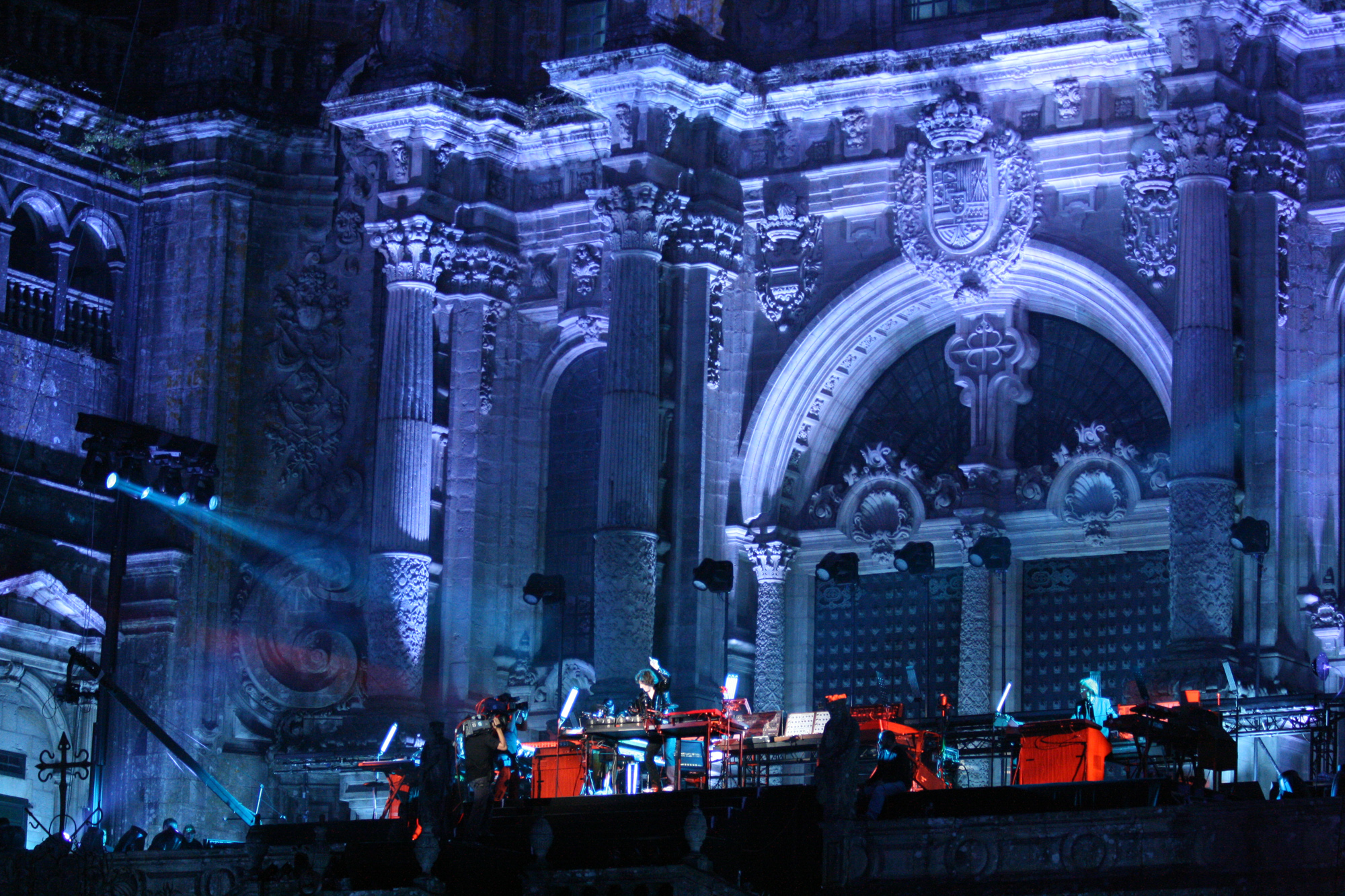
Jarre (2010)

W sierpniu 2007 podpisał kontrakt z francuskim oddziałem EMI i wydał album pt. Oxygène: New Master Recording, zawierający materiał z Oxygène zagrany na żywo i bez playbacku. Na wydawnictwie znalazły się także trzy premierowe utwory, które stanowią połączenie między poszczególnymi częściami albumu. Wytwórnia Disques Dreyfus wydała także box set The Complete Oxygène, zawierający oryginalne wersje Oxygène i Oxygène 7–13 oraz remiksy utworów z Oxygène 7–13. Od 12 do 26 grudnia 2007 Jarre zagrał 10 koncertów pod hasłem Oxygène Live w Paryżu, w małym 1000-miejscowym teatrze Théâtre Marigny przy skrzyżowaniu Avenue des Champs-Élysées i Avenue Marigny. W 2008 w ramach obchodów 30-lecia premiery Oxygène odbył trasę koncertową po Europie. Podczas występu w Royal Albert Hall spotkał Briana Maya, który zaproponował mu koncert na Teneryfie w ramach Międzynarodowego Roku Astronomii, jednak na skutek problemów ze znalezieniem sponsorów do tego wydarzenia nie doszło. Jarre zaakceptował za to rolę „ambasadora dobrej woli” podczas Międzynarodowego Roku Astronomii 2009, w tym samym roku został też wybrany na dyrektora artystycznego World Sky Race.

### Lata 2010–2019
10 czerwca 2010 został uhonorowany nagrodą magazynu Mojo za całokształt twórczości.

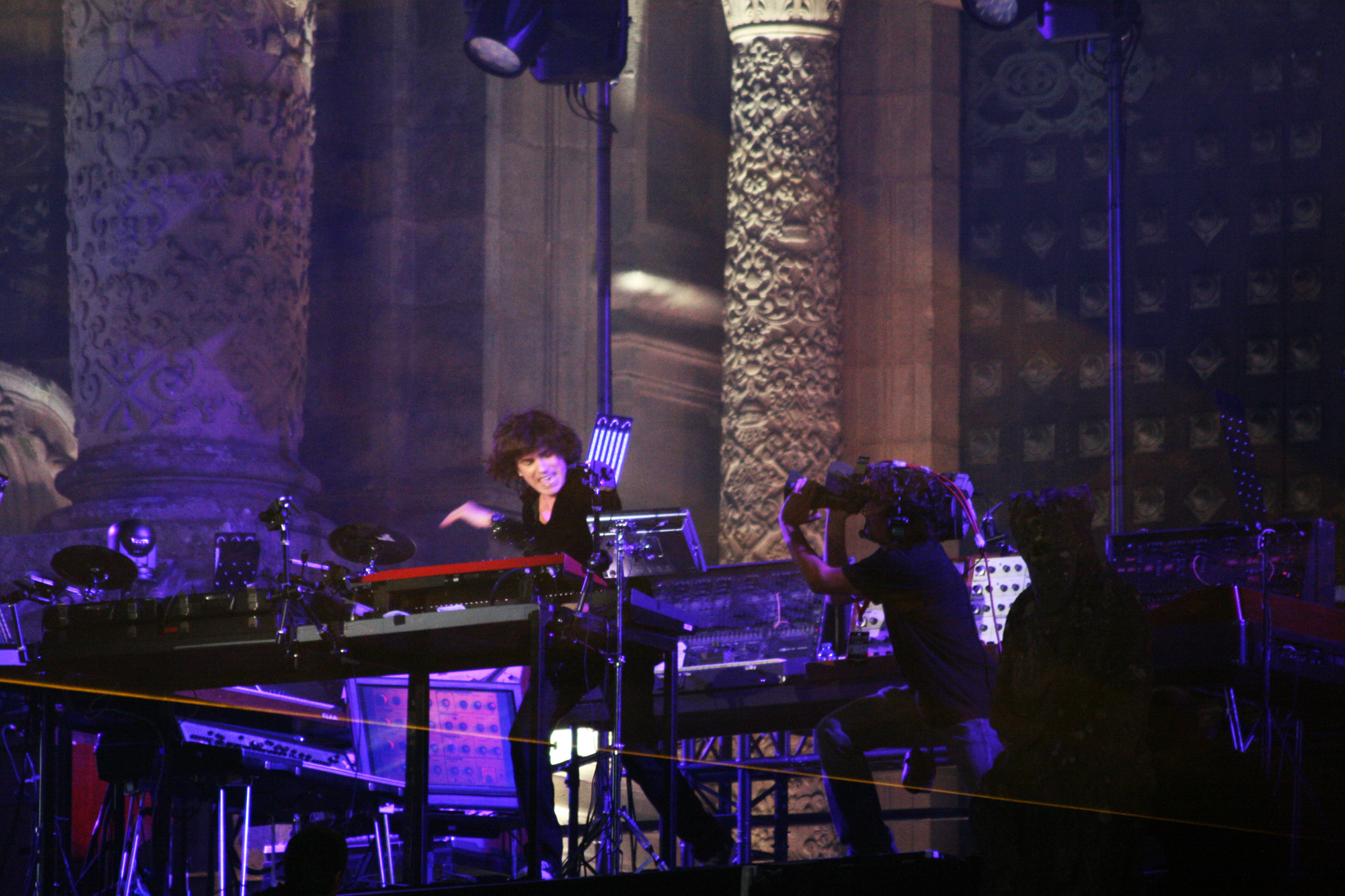
Koncert w 2010

30 maja 2011 wydano podwójny zestaw CD Essentials & Rarities – kompilację największych przebojów oraz utworów nagranych przed Oxygène. 1 lipca 2011 Jarre zagrał w Monako koncert z okazji ślubu księcia Alberta. W 2013 został obrany prezydentem CISAC.
Wiosną 2015 opublikowane zostały pierwsze materiały z nowego albumu studyjnego, przygotowywanego od około czterech lat, a wydanego w październiku 2015. Album Electronica 1: The Time Machine, wcześniej znany pod roboczym tytułem E-Project, nagrany został we współpracy z innymi artystami. Jednym z najwcześniej wydanych utworów był „Glory”, stworzony wraz z zespołem M83 i wykorzystany również w ścieżce dźwiękowej do krótkometrażowego filmu EMIC. Wśród pozostałych utworów znalazły się: „Zero Gravity”, napisany wspólnie z Edgarem Froesem i wykonywany z jego zespołem Tangerine Dream, „Automatic” (części 1 i 2, Vince Clarke), „Stardust” (Armin van Buuren), „A Question of Blood” (John Carpenter), „If..!” (Little Boots) oraz „Travelator (Part 2)” (Pete Townshend).
6 maja 2016 ukazała się druga część projektu Electronica – Electronica 2: The Heart of Noise nagrana m.in. z Pet Shop Boys, Primal Scream, Peaches oraz zespołem The Orb. W czerwcu tego samego roku Jarre wyruszył w trasę koncertową „Electronica World Tour”.
2 grudnia 2016 Jarre wydał również trzecią część swojego najbardziej rozpoznawalnego projektu Oxygene zatytułowany Oxygene 3. Album powstał w półtora miesiąca, zawiera 7 nowych, ponumerowanych kolejno utworów. Pomysł na kontynuację narodził się podczas tworzenia projektu Electronica, kiedy Jarre skomponował utwór (Oxygene, Pt. 19) i uznał, że gdyby w dzisiejszych czasach komponował Oxygene, to takie miałoby brzmienie. Wraz z wydaniem nowego albumu wydano również kompilację Oxygene Trilogy, w której znajdują się wszystkie 20 części z albumów Oxygene, Oxygene 2 i Oxygene 3.
W 2018 roku, Jarre świętował 50-lecie swojej pracy artystycznej. Z tej okazji wydał kompilację Planet Jarre.
Jesienią 2018 wydano również nowy album Equinoxe Infinity, która jest kontynuacją wydanej 40 lat temu Equinoxe.
9 kwietnia 2021 roku wydano album Amazônia, który łączy dźwięki instrumentów orkiestrowych i elektronicznych z dźwiękami natury. Płyta została nagrana z binauralnym dźwiękiem.
21 Października 2022 wydano Oxymore, pierwszy wydany na tak dużą skalę projekt muzyczny w pełni stworzony i skomponowany w dźwięku binauralnym. Album jest także hołdem dla zmarłego francuskiego kompozytora Pierre’a Henry’ego.

## Życie prywatne
Jarre był czterokrotnie żonaty. Pierwsze małżeństwo, z Flore Guillard, trwało od 20 stycznia 1975 do 1977. Ich córka Émilie Charlotte urodziła się w 1975 lub 1976 i została modelką.
Swoją drugą żonę, Charlotte Rampling, poznał w 1976 i poślubił, gdy oboje uzyskali rozwód z poprzednimi partnerami (Rampling była żoną Bryana Southcombe). Jarre uzyskał prawo do opieki nad swoją córką Émilie Charlotte, a Rampling – nad synem z poprzedniego małżeństwa, Barnaby. Po ślubie doczekali się syna, Davida. Od 1996 żyli w separacji, a w 2002 się rozwiedli. Jarre nawiązał krótką znajomość z Isabelle Adjani, a w 2005 poślubił francuską aktorkę Anne Parillaud. W 2010 para poinformowała o rozwodzie. W 2019 poślubił chińską aktorkę Gong Li.
Ma przyrodnią siostrę Stéphanie Jarre z jednego z wcześniejszych małżeństw Maurice’a Jarre’a. Przyrodni brat muzyka, amerykański scenarzysta Kevin Jarre (syn Laury Devon, późniejszej żony Maurice’a), zmarł w 2011. Relacje Maurice’a i Jeana-Michela były chłodne, jednak po śmierci ojca w 2009 Jarre wyraził uznanie dla jego wkładu w historię muzyki filmowej.

Mojego ojca i mnie nigdy nie łączyła prawdziwa więź. Widzieliśmy się zapewne 20 lub 25 razy w życiu. Jeśli w moim wieku jesteś w stanie policzyć, ile razy widziałeś swojego ojca, to mówi samo za siebie... Myślę, że lepiej już być w konflikcie albo rozpaczać po śmierci rodziców, niż znosić to uczucie pustki trudnej do wypełnienia, pogodzenie się z tym zajęło mi sporo czasu.

## Wybrane koncerty
| Data             | Publiczność | Miejsce                       | Wydarzenie                                            | Uwagi i źródła                             |
| ---------------- | ----------- | ----------------------------- | ----------------------------------------------------- | ------------------------------------------ |
| 14 lipca 1979    | 1 mln       | Francja, Place de la Concorde | obchody Święta Narodowego Francji                     | pierwszy wpis w księdze rekordów Guinnessa |
| 5 kwietnia 1986  | 1,5 mln     | Stany Zjednoczone, Houston    | obchody 150. rocznicy założenia Teksasu i Houston     | drugi wpis w księdze rekordów Guinnessa    |
| 14 lipca 1990    | 2,5 mln     | Francja, La Défense (Paryż)   | obchody 200. rocznicy rewolucji francuskiej 1789–1989 | trzeci wpis w księdze rekordów Guinnessa   |
| 6 września 1997  | 3,5 mln     | Rosja, Moskwa                 | obchody 850. rocznicy założenia Moskwy                | czwarty wpis w księdze rekordów Guinnessa  |
| 26 sierpnia 2005 | 170 tys.    | Polska, Gdańsk                | obchody 25-lecia „Solidarności”                       | koncert „Przestrzeń Wolności 2005”         |

## Wybrane nagrody i wyróżnienia
- 1976 – Grand Prix du Disque za album Oxygène[11]
- 1976 – „Osobowość roku” magazynu People[11][102]
- 1978 – nagroda Midem[103]
- 1979 – wpis w księdze rekordów Guinnessa za największy koncert (La Concorde)[11]
- 1984 – Grand Prix du Disque za album Zoolook[46]
- 1985 – „Instrumentalny album roku” Victoires de la Musique za album Zoolook[46]
- 1986 – „Instrumentalny album roku” Victoires de la Musique za album Rendez-Vous[46]
- 1986 – „Muzyczny spektakl roku” Victoires de la Musique za koncert Rendez-Vous Houston[46]
- 1987 – wpis w księdze rekordów Guinnessa za największy koncert (Rendez-Vous Houston)[44]
- 1987 – „Osobowość roku europejskiej muzyki” magazynu People[46]
- 1993 – ambasador dobrej woli UNESCO[7]
- 1994 – Victoire de la Musique za album Chronologie[46]
- 1994 – Victoire de la Musique za koncert Europe in Concert[104]
- 1995 – mianowany kawalerem Orderu Narodowego Legii Honorowej przez rząd francuski[46]
- 1997 – wpis w księdze rekordów Guinnessa za największy koncert w historii (3,5 mln widzów w Moskwie)[60]
- 1998 – Platinum Europe Award za sprzedanie ponad 1 mln albumów (IFPI)[105]
- 2008 – doktorat honoris causa Rosyjskiego Uniwersytetu Technologii Chemicznych im. Mendelejewa[106][107]
- 2010 – nagroda za całokształt twórczości od magazynu MOJO[75][108]
- 2010 – Grand Prix des Musiques Electroniques (SACEM)[109]
- 2011 – międzynarodowa nagroda Cavalchina[110]
- 2011 – mianowany oficerem Orderu Narodowego Legii Honorowej przez rząd francuski[111]
- 2012 – Miembro Honorífico del Claustro Universitario de las Artes („Honorowy Członek Senatu Uniwersyteckiego”) – Uniwersytet Alcalá de Henares i Hiszpańskie Stowarzyszenie Artystów (AIE)[112]
- 2013 – Der Steiger[113]
- 2014 – nagroda magazynu Q za „innowację dźwiękową”[114]
- 2014 – nagroda Distinction Numérique od INA[115]
- 2015 – „Człowiek roku” magazynu GQ[116]
- 2019 – mianowany komandorem Orderu Narodowego Legii Honorowej przez rząd francuski[117]

Na cześć kompozytora i jego ojca nazwano planetoidę (4422) Jarre. Jest honorowym obywatelem Gdańska.

## Dyskografia
Do 2004 zostało sprzedanych 80 milionów albumów Jarre’a.

### Albumy studyjne
- 1972: Deserted Palace
- 1973: Les Granges Brûlées
- 1976: Oxygène
- 1978: Équinoxe
- 1981: Magnetic Fields
- 1983: Music for Supermarkets
- 1984: Zoolook
- 1986: Rendez-Vous
- 1988: Revolutions
- 1990: Waiting for Cousteau
- 1993: Chronologie
- 1997: Oxygene 7-13
- 2000: Metamorphoses
- 2001: Interior Music
- 2002: Sessions 2000
- 2003: Geometry of Love
- 2007: Téo & Téa
- 2007: Oxygène: New Master Recording
- 2015: Electronica 1: The Time Machine
- 2016: Electronica 2: The Heart of Noise
- 2016: Oxygene 3
- 2018: Equinoxe Infinity
- 2021: Amazônia
- 2022: Oxymore

## Filmografia
Jarre komponował muzykę do filmów, a także występował w filmach dokumentalnych.
- 1984: Le voyage d'Orphée (współpraca artystyczna)
- 1997: Jean-Michel Jarre: Oxygene in Moscow
- 2002: Jean-Michel Jarre: Aero
- 2006: Strajk
- 2012: Musique(s) électronique(s)